# Ceraclea ophioderus
Ceraclea ophioderus är en nattsländeart som först beskrevs av Ross 1938.  Ceraclea ophioderus ingår i släktet Ceraclea och familjen långhornssländor. Inga underarter finns listade i Catalogue of Life.